# Rüzgara birak
Rüzgara Bırak (titulada internacionalmente como Chasing the Wind y en español como Déjalo al viento) es una película turca de romance y drama estrenada en 2025, dirigida por Engin Erden y escrita por Ceylan Naz Baycan. Está protagonizada por  Hande Erçel y Barış Arduç.
La historia sigue a dos personas de mundos completamente opuestos que se ven obligadas a compartir la dirección de una empresa, desencadenando una relación inesperada en un entorno costero.

## Títulos alternativos y fechas de estreno
La película ha sido distribuida bajo diferentes títulos según el país:
- Título original: Rüzgara Bırak (Turquía)
- Australia: Chasing the Wind
- Austria: Rüzgara Bırak
- Brasil: Rumo ao Vento
- Canadá: Chasing the Wind (inglés)
- Francia: Chasing the Wind
- Alemania: Rüzgara Bırak
- India: Chasing the Wind (inglés)
- Italia: Chasing the Wind
- México: Chasing the Wind
- España: Chasing the Wind
- Reino Unido: Chasing the Wind
- Estados Unidos: Chasing the Wind

Las fechas de estreno en algunos países fueron:
- Alemania:
  - 7 de enero de 2025: Premiere en Berlín
  - 9 de enero de 2025: Estreno limitado
- Azerbaiyán: 9 de enero de 2025
- Bélgica: 9 de enero de 2025 (estreno limitado)
- Dinamarca: 9 de enero de 2025 (estreno limitado)
- Francia: 9 de enero de 2025 (estreno limitado)
- Países Bajos: 9 de enero de 2025 (estreno limitado)
- Noruega: 9 de enero de 2025 (estreno limitado)
- Suecia: 9 de enero de 2025 (estreno limitado)
- Suiza: 9 de enero de 2025 (estreno limitado)
- Rusia: 6 de febrero de 2025
- Turquía: 14 de febrero de 2025 (estreno nacional)
- Estreno mundial en Netflix: 11 de abril de 2025

## Sinopsis
Aslı, una ejecutiva meticulosa y controladora, debe colaborar con Ege, un surfista despreocupado, al heredar juntos la gestión de una empresa familiar. Lo que empieza como un choque de personalidades se transforma en una historia de amor inesperada en la ciudad costera de Çeşme, Turquía.

## Banda sonora
La banda sonora original de Rüzgara Bırak fue compuesta por Oğuz Kaplangı y Serkan Çeliköz. El álbum, titulado *Chasing the Wind (Original Soundtrack)*, contiene un total de 26 piezas instrumentales que acompañan las distintas escenas de la película. Fue publicado en 2025 y está disponible en plataformas de streaming como Spotify, YouTube y Apple Music.

## Reparto
- Hande Erçel como Aslı Mansoy.
- Barış Arduç como Ege Yazici.
- Gözde Mutluer como Yasemin.
- Barış Aytaç como Yaman.
- Olimpia Ahenk como Sirma.
- Ahmet Saraçoglu como Arif.
- Serhat Nalbantoğlu como Nazmi.
- Şebnem Sönmez.
- Tuğrul Telek.

## Producción
La película fue filmada en locaciones naturales de Çeşme, Esmirna. Utiliza tecnología Arri Alexa 35 y postproducción Digital Intermediate. Fue producida por Lanistar Media.

## Estreno y distribución
La película se estrenó el 7 de enero de 2025 en Berlín. En Rusia, se lanzó en cines el 6 de febrero de 2025 y fue emitida por el canal TNT el 6 de marzo de 2025, con una reemisión el 13 de marzo debido a la alta audiencia.
Originalmente se estrenó en Netflix en 33 países, incluyendo la región MENA y varios países de América Latina. Su lanzamiento global en Netflix está previsto para el 11 de abril de 2025.
También se encuentra disponible en las plataformas digitales rusas Ivi y Okko TV, donde ocupa los primeros lugares de visualización.

## Taquilla
- Recaudación total mundial: $3.989.266 USD
- Rusia y CIS: $3.166.109 USD
- Entradas vendidas en Rusia (semana de estreno): 782.000
- Salas de cine en Rusia: 877